# Melinno
Melinnò (in greco antico: Μελιννῶ?, Melinnó; III secolo a.C.) è stata una poetessa greca antica.

## Biografia
Stobeo, che è l'unico a citarla, parla di Melinnò come lesbia: tuttavia, l'origine lesbia è contestata da almeno tre studiosi moderni, che fanno notare come la sua opera mostri poca traccia del dialetto eolico utilizzato dai poeti lesbi e i pochi eolismi osservati sono probabilmente imitativi di Saffo.
Può essere che Stobeo avesse lo scopo di sottolineare la sua imitazione della strofe saffica, per non dire che era di Lesbo.

## Opera
Fu autrice, secondo Stobeo, di un carme in strofe saffiche su Roma:
regina aureocinta con mente battagliera,

che abita sulla Terra santa del monte Olimpo

mai violato.

Tu sola, antica, hai avuto dal Fato

regola infrangibile e gloria rivamapata,

e tu sola, con la potenza del tuo capo, puoi

agire come una guida.

Sotto il tuo giogo, sotto i tuoi possenti calzari

il seno della terra è legato e l'oceano spumoso

è stretto. Ma tu guidi con il timone del timoniere

le città e le loro popolazioni.

La lunghezza eterna del Tempo viaggi per te intoccata;

il tempo ricostruisce tutta la vita ora al tuo fianco;

Tu sola vedi la brezza dell'impero dietro di te

che brilla immutabile.

Perché davvero tu sola, di tutte le nazioni,

dai vita a uomini forti in guerra: i più forti, i più grandi combattenti,

proprio come se tu cullassi di Demetra la splendida bontà

con fitti campi di grano.»
(trad. A. D'Andria)
Il dialetto del carme ha caratteristiche doriche, con imitazione di movenze eoliche.